# (12095) Pinel
(12095) Pinel est un astéroïde de la ceinture principale.

## Description
(12095) Pinel est un astéroïde de la ceinture principale. Il fut découvert le 25 avril 1998 à La Silla par Eric Walter Elst. Il présente une orbite caractérisée par un demi-grand axe de 2,85 UA, une excentricité de 0,02 et une inclinaison de 1,4° par rapport à l'écliptique.

## Compléments